# The Bootleg Series Vol. 8: Tell Tale Signs
Bob Dylan: The Bootleg Series Vol. 8: Tell Tale Signs: Rare and Unreleased 1989–2006 ist ein 2008 von Columbia Records veröffentlichtes Album von Bob Dylan und eine weitere Ausgabe seiner „Bootleg-Reihe“ von seltenen und nicht veröffentlichten Aufzeichnungen.

## Einordnung
Alle Aufnahme stammen aus der Zeit 1989 bis 2006, in der in Dylans Werk eine deutliche Richtung zu erkennen ist. Die Stücke werden wieder ursprünglicher und orientieren sich an den Anfängen seiner Karriere. Er wendet sich wieder den Folk- und Bluessongs zu. Auch in seinem Leben beginnt damit die Befreiung aus der Krise. Die Titel sind meist spärlich instrumentiert, häufig ist nur Dylan selbst mit Gitarre zu hören.

## Veröffentlichungen
Regulär wurde es als Doppel-CD und in der limitierten Edition mit drei CDs veröffentlicht. Später wurde es auch als einzelnes Album, bestehend aus CD 1 der Doppelversion herausgegeben. Die Version mit den drei CDs enthält außerdem ein 150-seitiges Buch und einige Ausgaben auch eine 7″-Vinylsingle mit zwei zusätzlichen Titeln.
Ankündigungen der Plattenfirma, dass die Zwei-CD-Version 18,99 $ und die Dreierversion 129,99 $ kosten sollte, zogen Kritik von Bob-Dylan-Biograph Michael Gray und anderen nach sich.
Dreamin’ of You, ein Outtake der Time-Out-of-Mind-Aufnahmen, wurde als freier Download auf Dylans Internetseite angeboten.
In der ersten Oktoberwoche 2008 war das ganze Album im freien Streaming-Format auf der offiziellen Website von National Public Radio verfügbar.

## Songs
Wie bei früheren Kompilationen – z. B. bei Biograph oder Another Self Portrait – sind auch bei Tell Tale Signs die ausgewählten Aufnahmen nicht in chronologischer Folge geordnet. Vielmehr werden Outtakes und Alternativ-Versionen einzelner Songs – in diesem Fall von den Alben Oh Mercy, World Gone Wrong, Time Out of Mind und Modern Times – sowie Live-Mitschnitte, Songs, die nur auf Soundtrack-Alben zu hören waren, und einzelne weitere bisher unveröffentlichte Kompositionen in bunter Folge präsentiert.
Ein besonderes Interesse haben bei Rezensenten die hier jetzt zum ersten Mal veröffentlichten Alternativ-Versionen von Songs gefunden, an denen ihre Entstehungsgeschichte deutlich werde. Maik Brüggemeyer nannte im Rolling Stone die frühen Versionen von Most of the Time – Dylan, solo – oder Born in Time – schon für Oh Mercy einmal aufgenommen, aber erst auf dem folgenden Album, Under the Red Sky, in neuem Arrangement veröffentlicht – „regelrechte Offenbarungen“. Ein besonderer Fall in dieser Hinsicht ist der Song Mississippi. Drei Versionen sind auf Tell Tale Signs zu hören; aufgenommen wurden sie in der Produktion von Daniel Lanois während der Sessions zu Time Out of Mind. Aber keine dieser Versionen gelangte auf das fertige Album, stattdessen nahm Dylan den Song vier Jahre später für “Love and Theft” noch einmal neu auf, wo er dann schließlich, in dieser weiteren Fassung, veröffentlicht wurde.
Neben geänderter Instrumentierung oder geändertem Arrangement sind es in manchen Fällen die Texte der Songs, deren Wandlungen erkennbar werden. Ein ebenfalls für Time Out of Mind aufgenommener Song, der aber bis zu Tell Tale Signs unveröffentlicht geblieben war, ist Marchin‘ to the City. Der Song selbst blieb unveröffentlicht, aber Verse daraus übernahm Dylan in Not Dark Yet.
Ein weiterer bei den Sessions zu Time Out of Mind aufgenommener, erst mit Tell Tale Signs der Öffentlichkeit bekannt gewordener Song ist Red River Shore, nicht nur für Maik Brüggemeyer „der wohl faszinierendste unveröffentlichte Song dieser Sammlung“. Die Orgel bei den Takes zu diesem Stück spielte Jim Dickinson, und auch für ihn war es, „das beste Stück, das wir aufgenommen haben“.
Die Zusammenstellung schließt zudem einen Song von einem Album ein, das Dylan 1992 mit David Bromberg zu produzieren angefangen hatte, aber nie fertiggestellt hat, und ein Duett mit Ralph Stanley, The Lonesome River. Eine andere Version von Series of Dreams wurde bereits auf The Bootleg Series Vol. 3 veröffentlicht.
Obwohl auch Under the Red Sky, Good as I Been to You und “Love and Theft” in dem Zeitraum von 1989 bis 2006 aufgenommen wurden, sind von diesen Alben keine Outtakes oder Alternativ-Versionen von Songs auf Tell Tale Signs enthalten.

## Titelliste

### CD 1
1. Mississippi – 6:04 (unveröffentlicht, Time Out of Mind)
2. Most of the Time – 3:46 (andere Version, Oh Mercy)
3. Dignity – 2:09 (Klavierdemo, Oh Mercy)
4. Someday Baby – 5:56 (andere Version, Modern Times)
5. Red River Shore – 7:36 (unveröffentlicht, Time Out of Mind)
6. Tell Ol' Bill – 5:31 (andere Version des Titels erschienen auf North Country – Soundtrack)
7. Born in Time – 4:10 (unveröffentlicht, Oh Mercy)
8. Can’t Wait – 5:45 (andere Version, Time Out of Mind)
9. Everything Is Broken – 3:27 (andere Version, Oh Mercy)
10. Dreamin’ of You – 6:23 (unveröffentlicht, Time Out Of Mind)
11. Huck’s Tune – 4:09 (Soundtrack aus Lucky You)
12. Marchin' to the City – 6:36 (unveröffentlicht, Time Out of Mind)
13. High Water (For Charley Patton) – 6:40 (live, Niagara Falls, Ontario, 23. August 2003)

### CD 2
1. Mississippi – 6:24 (andere Version #2, Time Out of Mind)
2. 32-20 Blues – 4:22 (Robert Johnson) (unveröffentlicht, World Gone Wrong)
3. Series of Dreams – 6:27 (unveröffentlicht, Oh Mercy)
4. God Knows – 3:12 (unveröffentlicht, Oh Mercy)
5. Can’t Escape from You – 5:22 (unveröffentlicht, 2005)
6. Dignity – 5:25 (unveröffentlicht, Oh Mercy)
7. Ring Them Bells – 4:59 (live im 'Supper Club', New York, 17. November 1993)
8. Cocaine Blues – 5:30 (live, August 24, 1997, Vienna, VA)
9. Ain’t Talkin’ – 6:13 (andere Version, Modern Times)
10. The Girl on the Greenbriar Shore – 2:51 (live in Dünkirchen, F, 30. Juni 1992)
11. Lonesome Day Blues – 7:37 (live in Sunrise, FL, 1. Februar 2002)
12. Miss the Mississippi – 3:20 (unveröffentlicht, 1992)
13. The Lonesome River – 3:04 (mit Ralph Stanley, aus dem Album Clinch Mountain Country)
14. ’Cross the Green Mountain – 8:15 (Soundtrack, aus Gods and Generals)

### Deluxe Edition
Die offizielle Bob-Dylan-Website bot eine Deluxe Edition einschließlich eines 150-Seiten-Buches und einer Bonus-CD mit zusätzlichen Titeln an. Fans, die diese direkt auf der Bob-Dylan-Website vorbestellten, bekamen noch eine 7″-Vinylschallplatte dazu. Den ersten 5000 Käufern wurde außerdem ein Poster geschenkt.
Bonus disc
1. Duncan & Brady – 3:47 (unveröffentlicht, 1992)
2. Cold Irons Bound – 5:57 (live in Bonnaroo, 2004)
3. Mississippi – 6:24 (andere Version #3, Time Out of Mind)
4. Most of the Time – 5:10 (andere Version #2, Oh Mercy)
5. Ring Them Bells – 3:18 (andere Version, Oh Mercy)
6. Things Have Changed – 5:32 (live in Portland, 15. Juni 2000, OR)
7. Red River Shore – 7:08 (unveröffentlichte Version #2, Time Out of Mind)
8. Born in Time – 4:19 (unveröffentlichte Version #2, Oh Mercy)
9. Tryin’ to Get to Heaven – 5:10 (live in London, 5. Oktober 2000)
10. Marchin’ to the City – 3:39 (unveröffentlichte Version #2, Time Out of Mind)
11. Can’t Wait – 7:24 (andere Version #2, Time Out of Mind)
12. Mary and the Soldier – 4:23 (unveröffentlicht, World Gone Wrong)

7" vinyl
1. Dreamin’ of You – 3:34 (Single Edit) (unveröffentlicht, Time Out Of Mind)
2. Ring Them Bells – 3:18 (andere Version, Oh Mercy)

## Rezeption
Tell Tale Signs landete gleich in der ersten Woche auf Platz 6 der Billboard 200. Es war Bob Dylans siebzehntes Album, das in die Top 10 kam.
Das Album hielt zuletzt 86 % positive Bewertungen auf Metacritic.
Der Rolling Stone vergab viereinhalb von fünf Sternen und sah das Album als erneuten Beweis dafür, dass Dylan oftmals einen besseren „Produktionsinstinkt“ hat als seine Produzenten.